# مجموعة مستشفيات الإمارات
مجموعة مستشفيات الإمارات هي سلسلة مستشفيات ومراكز رعاية صحية في الإمارات العربية المتحدة.

## المستشفيات والمراكز التابعة
- المستشفيات:

1. مستشفى الإمارات جميرا (دبي).
2. مستشفى الإمارات التخصصي (دبي).
3. مستشفى الإمارات لجراحة اليوم الواحد - الخالدية (أبو ظبي).

- العيادات:

1. ايمرتس سبورتس ميد - النخلة (دبي).
2. عيادة مستشفى الإمارات - النخلة (دبي).
3. عيادة مستشفى الإمارات - كونراد (دبي).
4. عيادة مستشفى الإمارات - دبي مارينا (دبي).
5. عيادة مستشفى الإمارات - الخليج التجاري (دبي).
6. عيادة مستشفى الإمارات - رأس الخيمة.

## أنظر أيضاً
- بيور هيلث القابضة
- إم 42
- ميديكلينيك إنترناشونال
- مجموعة مستشفيات ثومبي
- إن إم سي هيلث
- السعودي الألماني الصحية
- مستشفيات ومراكز مغربي